# Frontenac (Lot)
Frontenac é uma comuna francesa na região administrativa de Occitânia, no departamento de Lot. Estende-se por uma área de 2,84 km². Em 2010 a comuna tinha 77 habitantes (densidade: 27,1 hab./km²).